# California State Assembly

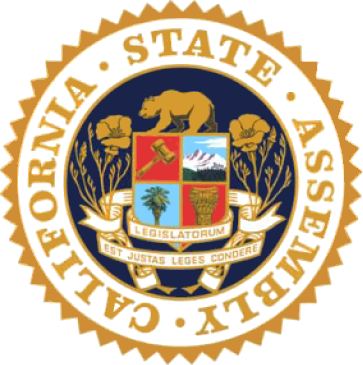
Zegel van het California State Assembly

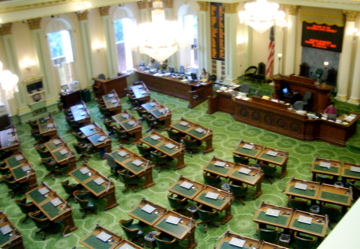
Het assemblée

Het California State Assembly is het lagerhuis van de California State Legislature, de wetgevende macht van de Amerikaanse staat Californië. Het Assembly komt samen in het Capitool van Californië in Sacramento.
Het Assembly telt 80 leden die elk ongeveer hetzelfde aantal inwoners vertegenwoordigen. Ieder kiesdistrict bestaat idealiter uit 465.000 inwoners. Doordat Californië een erg grote bevolking heeft, en het Assembly maar 80 leden telt, heeft deze kamer het hoogste ratio kiezers per vertegenwoordiger van alle lagerhuizen van de Amerikaanse staten. Anno 2021 zetelen er 59 Democraten en 19 Republikeinen in het Assembly. Sinds 1990 kunnen vertegenwoordigers in het Assembly hooguit drie termijnen van twee jaar zetelen, dus maximum zes jaar.
Om gerrymandering tegen te gaan, worden de kiesdistricten in Californië – inclusief die voor het Assembly – sinds 2011 door een commissie van burgers hertekend. De California Citizens Redistricting Commission hertekent de districten zodat die overeenkomen met de vaststellingen van de recentste volkstelling en rekening houdend met strikte regels die geen van beide partijen bevoordeelt in de verkiezingen.

## Huidige samenstelling
| Partij        | Partij               | Zetels |
| ------------- | -------------------- | ------ |
|               | Democratische Partij | 59     |
|               | Republikeinse Partij | 19     |
|               | Onafhankelijk        | 1      |
|               | vacante zetels       | 1      |
| Aantal zetels | Aantal zetels        | 80     |

### Leiders
De Democraat Anthony Rendon is sinds 2016 Speaker (voorzitter) van het Assembly. De Speaker zit de samenkomsten voor en controleert de toestroom van wetsvoorstellen en commissieaanstellingen. De Speaker wordt door de meerderheidspartij aangeduid, waarna het hele Assembly de aanstelling bevestigt.
Iedere partij heeft eigen fractieleiders die ze zelf aanstellen. De Democratische fractie wordt geleid door Majority Leader Eloise Reyes. De Republikeinen verkozen Marie Waldron als hun Minority Leader in het Assembly.

### Schematische zetelverdeling
|          |                 |  |           |              |  |           | Speaker Rendon |  |              |               |  |             |         |  |               |           |
|          |                 |  |           |              |  |           |                |  |              |               |  |             |         |  |               |           |
| Chu      | vacant          |  | Seyarto   | Lackey       |  | Brough    | Waldron        |  | Calderon     | Petrie-Norris |  | Rubio       | Holden  |  | Christy Smith | Irwin     |
| Dahle    | Cunningham      |  | Santiago  | Cooper       |  | Diep      | Flora          |  | Wicks        | Gipson        |  | Limón       | Bloom   |  | C. Garcia     | Chau      |
| Kiley    | Fong            |  | Patterson | Gallagher    |  | Grayson   | Daly           |  | Ting         | Gray          |  | Maienschein | McCarty |  | Mathis        | Obernolte |
| Chen     | Bigelow         |  | Wood      | Cooley       |  | Carrillo  | L. Rivas       |  | Reyes        | Quirk-Silva   |  | Low         | Burke   |  | Choi          | Voepel    |
| Medina   | Rodriguez       |  | Frazier   | Jones-Sawyer |  | R. Rivas  | Kalra          |  | Weber        | Bryan         |  | Muratsuchi  | Chiu    |  | Nazarian      | Levine    |
| Gonzalez | Boerner Horvath |  | Quirk     | Bauer-Kahan  |  | O'Donnell | Friedman       |  | Aguiar-Curry | Eggman        |  | Cervantes   | Salas   |  | Arambula      | Ramos     |
|          |                 |  | Berman    | Gabriel      |  | E. Garcia | Rendon         |  | Mullin       | Gloria        |  | Mayes       | Stone   |  |               |           |